# Discografia de Margareth Menezes
A discografia de Margareth Menezes, cantora brasileira compreende onze álbuns de estúdio, seis álbuns ao vivo e cinco coletâneas. O primeiro single da cantora, ainda lançado no formato LP, foi "Faraó (Divindade do Egito)", com Djalma Oliveira, o primeiro samba-reggae gravado no Brasil que, vendeu mais de 100 mil cópias. Em seu primeiro álbum auto-intitulado ela interpreta canções com ritmos bem baianos, influenciado pela descendência africana e a presença da cultura afro-brasileira. O segundo álbum, Elegibô, foi premiado pela Billboard e, vendeu mais de dez mil cópias nos Estados Unidos, sendo considerado um dos cinco melhores álbuns de 'música do mundo'. Em 1989, lança Um Canto pra Subir, que recebeu grande influência pop, traduzido em samba, funk e samba-reggae. O álbum sucessor, Kindala, trouxe ritmos dançantes em 1991, vendendo 10 mil cópias na França. Em Luz Dourada, a cantora obteve grande sucesso na Suíça, onde, em apenas duas semana após o lançamento, o álbum vendeu mais de 2 mil cópias.
Tete a Tete Margareth e Brasileira ao Vivo: Uma Homenagem ao Samba-Reggae seguiam a linha dos demais álbuns, apenas samba-reggae e ritmos mais africanos. Pra Você, que recebeu indicações ao Grammy, trouxe Menezes mais voltada para ritmos calmos, como o pop, soul e balada. Naturalmente, lançado em 2008, fez com que a cantora mergulhas em seu interior, e mostra-se seu lado mais íntimo, trazendo regravações de grandes canções da música popular brasileira, o álbum não apresenta nenhuma canção de gênero afro-pop ou samba-reggae. Em 2010, Menezes apresenta Naturalmente Acústico, um projeto lançado nos formatos de disco compacto, disco digital de vídeo e blu-ray, baseado em seu último álbum. Esse apresenta apenas um samba-reggae e uma canção em castelhano. Em agosto, o site Terra Sonora disponibilizou o álbum para download digital e streaming, o que fez com que o álbum recebesse destaque no site, como um dos mais ouvidos pelos usuários.
Em 2012, foi convidada pelo músico Zeca Baleiro, e assim fez uma participação especial na canção  Último Post, do CD O Disco do Ano do cantor e compositor maranhense. Voz Talismã foi lançado pela gravadora Coqueiro Verde Records em 2013.

## Álbuns

### Álbuns de estúdio
| Margareth Menezes                                                                      | - Lançamento: 2 de março de 1988 - Formatos: CD, LP - Gravadora: PolyGram • Island                      | — | - : 100.000 |
| Um Canto pra Subir                                                                     | - Lançamento: 5 de janeiro de 1990 - Formatos: CD, LP - Gravadora: PolyGram • Island                    | — |             |
| Elegibô                                                                                | - Lançamento: 8 de setembro de 1990 - Formatos: CD, LP, cassete - Gravadora: PolyGram • Island          | 1 |             |
| Kindala                                                                                | - Lançamento: 16 de dezembro de 1991 - Formatos: CD, cassete - Gravadora: PolyGram • Island             | 2 |             |
| Luz Dourada                                                                            | - Lançamento: 15 de janeiro de 1993 - Formatos: CD, cassete - Gravadora: PolyGram                       | — |             |
| Gente de Festa                                                                         | - Lançamento: 13 de novembro de 1995 - Formatos: CD, cassete - Gravadora: Continental                   | — |             |
| Afropopbrasileiro                                                                      | - Lançamento: 14 de dezembro de 2001 - Formatos: CD - Gravadora: Estrela do Mar • Universal             | — |             |
| Pra Você                                                                               | - Lançamento: 6 de junho de 2005 - Formatos: CD - Gravadora: Estrela do Mar • EMI                       | — |             |
| Naturalmente                                                                           | - Lançamento: 18 de setembro de 2008 - Formatos: CD, download digital - Gravadora: Estrela do Mar • MZA | — |             |
| Naturalmente Acústico                                                                  | - Lançamento: 18 de agosto de 2010 - Formatos: CD, download digital - Gravadora: Estrela do Mar • MZA   | — |             |
| Autêntica                                                                              | - Lançamento: 21 de outubro de 2019 - Formatos: CD, download digital - Gravadora: Estrela do Mar        | — |             |
| "—" denota álbuns que não entraram nas paradas musicais ou não foram lançados no país. | |   |             |

### Álbuns ao vivo
| Álbum                         | Detalhes                                                                                      |
| ----------------------------- | --------------------------------------------------------------------------------------------- |
| Tete a Tete Margareth         | - Lançamento: 21 de setembro de 2003 - Formatos: CD - Gravadora: Estrela do Mar               |
| Festival de Verão de Salvador | - Lançamento: 10 de abril de 2004 - Formatos: CD - Gravadora: Estrela do Mar • EMI            |
| Brasileira ao Vivo            | - Lançamento: 16 de outubro de 2006 - Formatos: CD - Gravadora: Estrela do Mar • EMI          |
| Voz Talismã                   | - Lançamento: 4 de março de 2014 - Formatos: CD, download digital - Gravadora: Estrela do Mar |
| Para Gil & Caetano            | - Lançamento: 9 de junho de 2015 - Formatos: CD, download digital - Gravadora: Estrela do Mar |

### Extended plays(EPs)
| Álbum                            | Detalhes                                                                                         |
| -------------------------------- | ------------------------------------------------------------------------------------------------ |
| Margareth Menezes                | - Lançamento: 5 de setembro de 2012 - Formatos: EP, download digital - Gravadora: Estrela do Mar |
| Brasil (com R.E.Light Orchestra) | - Lançamento: 6 de junho de 2014 - Formatos: EP, download digital - Gravadora: Smilax            |

### Álbuns de vídeo
| Álbum                         | Detalhes                                                                                      | Vendas     | Certificações |
| ----------------------------- | --------------------------------------------------------------------------------------------- | ---------- | ------------- |
| Festival de Verão de Salvador | - Lançamento: 10 de abril de 2004 - Formatos: DVD - Gravadora: Estrela do Mar                 | - : 50.000 | - PMB: Ouro   |
| Brasileira ao Vivo            | - Lançamento: 16 de outubro de 2006 - Formatos: DVD - Gravadora: Estrela do Mar • EMI         |            |               |
| Naturalmente Acústico         | - Lançamento: 18 de agosto de 2010 - Formatos: DVD, blu-ray - Gravadora: Estrela do Mar • MZA |            |               |
| Voz Talismã                   | - Lançamento: 4 de março de 2014 - Formatos: DVD, blu-ray - Gravadora: Estrela do Mar         |            |               |
| Para Gil & Caetano            | - Lançamento: 9 de junho de 2015 - Formatos: DVD, blu-ray - Gravadora: Estrela do Mar         |            |               |

### Coletâneas
| Álbum                                    | Detalhes                                                                  |
| ---------------------------------------- | ------------------------------------------------------------------------- |
| Axé Bahia: O Melhor de Margareth Menezes | - Lançamento: 5 de setembro de 2006 - Formatos: CD - Gravadora: Universal |

## Singles

### Como artista principal
| Título                                               | Ano  | Álbum                         |
| ---------------------------------------------------- | ---- | ----------------------------- |
| "Faraó (Divindade do Egito)" (com Djalma Oliveira)   | 1987 | Não adicionado à nenhum álbum |
| "Uma História de Ifá (Ejigbô)"                       | 1988 | Margareth Menezes             |
| "Tenda do Amor (Magia)"                              | 1988 | Margareth Menezes             |
| "Alegria da Cidade"                                  | 1989 | Margareth Menezes             |
| "Muzenza"                                            | 1989 | Margareth Menezes             |
| "Ifá, Um Canto pra Subir"                            | 1990 | Um Canto pra Subir            |
| "Dark Secret" (part. David Rudder)                   | 1990 | Um Canto pra Subir            |
| "Marmelada"                                          | 1990 | Um Canto pra Subir            |
| "Negra Melodia"                                      | 1991 | Um Canto pra Subir            |
| "Fé Cega, Faca Amolada"                              | 1991 | Kindala                       |
| "Me Abraça e Me Beija" (part. Jimmy Cliff)           | 1991 | Kindala                       |
| "Menina Dandara"                                     | 1992 | Kindala                       |
| "Club do Brown Benjor"                               | 1993 | Luz Dourada                   |
| "Raça Negra"                                         | 1993 | Luz Dourada                   |
| "Chegar à Bahia"                                     | 1994 | Luz Dourada                   |
| "Luz Dourada"                                        | 1994 | Luz Dourada                   |
| "Ilê Que Fala de Amor" (part. Maria Bethânia)        | 1995 | Gente de Festa                |
| "Requebra no Vatapá (Panamá)"                        | 1995 | Gente de Festa                |
| "Dandalunda"                                         | 2001 | Afropopbrasileiro             |
| "Do Mar, do Céu, do Campo"                           | 2002 | Afropopbrasileiro             |
| "Preciso"                                            | 2002 | Afropopbrasileiro             |
| "Cai Dentro" (part. Ivete Sangalo e Daniela Mercury) | 2003 | Afropopbrasileiro             |
| "Tote de Maianga"                                    | 2003 | Tete a Tete Margareth         |
| "Vitalunda"                                          | 2004 | Tete a Tete Margareth         |
| "Abanaê"                                             | 2005 | Pra Você                      |
| "Miragem na Esquina"                                 | 2005 | Pra Você                      |
| "Rasta Man"                                          | 2006 | Brasileira ao Vivo            |
| "Dança de Yaô (Povo Vem Ver)"                        | 2007 | Brasileira ao Vivo            |
| "Lenda de Yorubá" (part. Carlinhos Brown)            | 2007 | Brasileira ao Vivo            |
| "Cegos do Castelo"                                   | 2008 | Naturalmente                  |
| "Raga Maga"                                          | 2009 | Não adicionado à nenhum álbum |
| "Gente"                                              | 2009 | Naturalmente                  |
| Um Caso a Mais" (part. Luís Represas)                | 2009 | Naturalmente                  |
| "Coco de M" (part. Marivaldo Stomp)                  | 2010 | Naturalmente Acústico         |
| "Amor Ainda" (part. Carlinhos Brown)                 | 2010 | Naturalmente Acústico         |
| "Saudação ao Caboclo (Selei)"                        | 2011 | Naturalmente Acústico         |
| "Tantinho"                                           | 2012 | Margareth Menezes             |
| "Bonapá (Um é Ímpar, Dois é Par)"                    | 2012 | Voz Talismã                   |
| "Lambadinha da Ribeira"                              | 2012 | Voz Talismã                   |
| "Escrito nas Estrelas"                               | 2013 | Voz Talismã                   |
| "Acará"                                              | 2014 | Voz Talismã                   |
| "Minha Cidade"                                       | 2014 | Não adicionado à nenhum álbum |
| "Milagres do Povo"                                   | 2015 | Para Gil & Caetano            |
| "Coisa Milenar"                                      | 2017 | Não adicionado à nenhum álbum |
| "Todo Mundo Alegre"                                  | 2018 | Não adicionado à nenhum álbum |
| "Canto da Massa"                                     | 2019 | Não adicionado à nenhum álbum |
| "Querera" (part. Nabiyah Be)                         | 2019 | Autêntica                     |
| "Perfume de Verão"                                   | 2020 | Autêntica                     |
| "Mulher da Minha Vida"                               | 2021 | Autêntica                     |
| "Terra Aféfé"                                        | 2022 | Não adicionado à nenhum álbum |

### Como artista convidada
| Título | Ano  | Álbum                         |
| --- | ---- | ----------------------------- |
| "We Are the World of Carnaval" (com vários artistas)                                                                                   | 1988 | Não adicionado à nenhum álbum |
| "A Luz de Tieta" (Relight Orchestra part. Margareth Menezes)                                                                           | 2007 | Não adicionado à nenhum álbum |
| "Mama África" (Relight Orchestra part. Margareth Menezes)                                                                              | 2009 | Não adicionado à nenhum álbum |
| "Oyá por Nós" (Daniela Mercury part. Margareth Menezes)                                                                                | 2009 | Canibália                     |
| "Parente do Avião" (Carlinhos Brown part. Margareth Menezes, Ivete Sangalo, Daniela Mercury, Claudia Leitte, Armandinho e Luiz Caldas) | 2010 | Não adicionado à nenhum álbum |
| "Sinais" (Banda Eva part. Margareth Menezes)                                                                                           | 2011 | Lugar da Alegria              |
| "Raiz de Todo Bem" (com Artistas pelos 30 Anos de Axé)                                                                                 | 2014 | Não adicionado à nenhum álbum |
| "Capim Guiné" (BaianaSystem part. Margareth Menezes)                                                                                   | 2017 | Não adicionado à nenhum álbum |
| "Bem Me Quer" (Ju Moraes part. Margareth Menezes)                                                                                      | 2019 | Ju                            |
| "Arco-íris do Amor" (Márcia Castro part. Margareth Menezes)                                                                            | 2020 | Axé                           |
| "Banho de Fé" (Gravnave part. Margareth Menezes)                                                                                       | 2021 | Não adicionado à nenhum álbum |